# 上河津村
上河津村（かみかわづむら）は静岡県の東部、賀茂郡に属していた村である。現在の河津町の北部にあたる。

## 地理
- 河川：河津川
- 滝：河津七滝
- 山：三筋山、観音山、登り尾、猿山、十郎左エ門
- 峠：天城峠、二本杉峠、諸坪峠、大鍋越

## 歴史
- 1889年（明治22年）4月1日 - 町村制の施行により、湯ヶ野村、下佐ヶ野村、川津筏場村、梨本村、小鍋村、大鍋村が合併して発足。
- 1958年（昭和33年）9月1日 - 上河津村と下河津村を廃し、その区域をもって河津町が発足[1]。

## 交通

### 鉄道路線
なし。かつて下田自動車会社が下田から下河津村を経て当村へ至る鉄道を申請したが大正十五年に却下されてしまった。

### 道路
- 下田街道

## 名所・旧跡・観光スポット・祭事・催事
- 湯ヶ野温泉
- 七滝温泉
- 大滝温泉